# Uncinais uncinata
Uncinais uncinata är en ringmaskart som först beskrevs av Ørsted 1842. Enligt Catalogue of Life ingår Uncinais uncinata i släktet Uncinais och familjen glattmaskar, men enligt Dyntaxa är tillhörigheten istället släktet Uncinais och familjen Naididae. Arten är reproducerande i Sverige. Inga underarter finns listade i Catalogue of Life.